# Gaál Gyula (politikus)
Gaál Gyula (Kecskemét, 1958. január 12. –) magyar közgazdász, politikus, 1990 és 1998 között országgyűlési képviselő (SZDSZ), 2003-tól 2005-ig a Gazdasági és Közlekedési Minisztérium politikai államtitkára, 2005 és 2006 között a MÁV elnök-vezérigazgatója.

## Élete
Gaál Tibor és Tapodi Mária fiaként született. Általános iskolai és középiskolai tanulmányait Miskolcon végezte, 1976-ban érettségizett a Földes Ferenc Gimnáziumban. 1981-ben a Marx Károly Közgazdaságtudományi Egyetem pénzügy szakán szerzett diplomát, majd 1982-től 1984-ig az Eötvös Loránd Tudományegyetemen tanult történelem szakon, de nem végezte el. 1981 és 1987 között a Szövetkezeti Kutató Intézet tudományos munkatársa, illetve csoportvezetője volt, 1988-ban pedig a Pénzügykutató Rt. tudományos főmunkatársa lett.
1988-ban a Szabad Demokraták Szövetségének alapító tagja lett, a párt országos tanácsának 1989-től 1990-ig, majd 1992 és 1994 között tagja volt. 1990 januárjában a Közgazdasági Szemle rovatvezetője lett. 1990 augusztusában az SZDSZ budapesti területi listájáról jutott az Országgyűlésbe, a köztársasági elnökké választott Göncz Árpád mandátumát vette át. A parlamentben a költségvetési, adó- és pénzügyi bizottság tagja, 1992-től 1994-ig a számvevőszéki bizottság elnöke volt.
Az 1994-es országgyűlési választáson pártja országos listájának 14. helyéről szerzett mandátumot, az Országgyűlésben a számvevőszéki bizottság tagja és a költségvetési és pénzügyi bizottság alelnöke lett, 1997 és 1998 között pedig az SZDSZ frakcióvezető-helyettese volt. Az 1998-as országgyűlési választáson nem jutott a parlamentbe. 1998-ban az Állami Pénz- és Tőkepiaci Felügyelet elnökhelyettese, illetve a Közép-európai Brókerképző és Értékpapírpiaci Ismeretterjesztő Alapítvány kuratóriumi tagja, 2000-ben pedig a CIB Bank Rt. kontrolling igazgatója, a Budapesti Nagybani Piac Rt. igazgatósági elnöke és a KELER Rt. felügyelő bizottsági tagja lett. 2002-től 2003-ig az MFB Rt. igazgatósági tagja, majd erről lemondva a felügyelő bizottsági elnöke, valamint a Konzumbank Rt. igazgatósági elnöke volt.
2003 júniusában a Gazdasági és Közlekedési Minisztérium politikai államtitkárává nevezték ki Csillag István miniszter mellé, majd az első Gyurcsány-kormány alakulásakor esélyes volt a miniszteri posztra is. 2004 októberétől az év végéig maradt politikai államtitkár Kóka János miniszter mellett, majd a MÁV elnök-vezérigazgatójává nevezték ki, posztját 2006 októberéig töltötte be. 2007 januárjában az Állami Privatizációs és Vagyonkezelő Zrt. igazgatósági tagja lett, az év februárjában pedig a lakossági bankpiac átalakításáért felelős miniszterelnöki megbízottnak nevezték ki.
Felesége 1995-től Madarász Emese jogász. Négy gyermek édesapja. Angolul és németül beszél.